# 蔡煌瑯
蔡煌瑯（1960年7月5日—），中華民國政治人物，民主進步黨籍，生於南投縣埔里鎮茄苳腳，現任飛寶企業董事長，曾任臺灣車輛公司董事長、中華軌道車輛工業發展協會理事長、財團法人中華航空事業發展基金會董事、六屆立法委員（交通委員會召集委員）及行政院體育委員會副主委，亦曾參選南投縣長失利，2016年因淡出南投政壇多年而連任立委失敗後，結束30年民代生涯。

## 生平簡介
蔡煌瑯於20歲出頭偶然於台中市光復國小，聽到黨外政治人物康寧祥的演講，啟蒙其政治意識因而投入政治運動。

### 經歷
1982年，成為許榮淑的助選員。

### 投入政黨
1986年，民主進步黨成立後，蔡煌瑯便加入民進黨。

### 參與鎮民代表與縣議員的選舉
1986年，當選埔里鎮民代表。
1990年，當選南投縣議員，並兼任民進黨南投縣黨部主委，全力擴大地方組織。

### 參與立法委員不分區提名
1995年，蔡煌瑯接受民進黨提名，因民進黨得票數夠，首次晉級成為南投縣選舉區的立法委員，並且於1998年、2001年與2004年，連續三屆獲得政黨提名而獲得連任。
2005年蔡煌瑯獲得民進黨提名參選南投縣長；同年6月13日，蔡煌瑯辭去不分區立法委員一職，其職位由許榮淑遞補。原本在綠稍大於藍的基本盤下，蔡煌瑯入主縣府應不成問題，但未獲提名的時任縣長林宗男決定脫黨競選連任，激烈的內鬥下導致過半的泛綠選票幾乎平分，而亦有兩組候選人的泛藍陣營則在多次征戰縣長的林明溱於選前宣布支持國民黨提名的時任南投市長李朝卿而使得票源重新集中，南投因此由綠翻藍；這關鍵性的落敗使得曾在南投執政兩屆的泛綠陣營自此無法立足且各派系相互扞格，中國國民黨坐收漁翁之利後，在入主中央的前國民黨籍縣長吳敦義操刀下更是雪上加霜，逐步改變地方生態，泛綠陣營自2005年以來均未能於縣長選戰中拿下過半選票，2008年更失去所有縣內區域立委席次，近年已成為泛藍陣營的優勢選區，除了一路執政至今，同時囊括兩席立法委員席次。直到2023年南投縣第二選舉區立法委員缺額補選由蔡培慧擊敗林明溱才打破此魔咒。

### 擔任民進黨黨職
2006年擔任民進黨文宣部主任，同年九月，擔任民進黨副秘書長。

### 從事政務官公職
2007年，接任行政院體委會副主委。

### 復任民進黨不分區立法委員
2008年，蔡煌瑯擔任民進黨不分區立法委員。
2013年7月，蔡煌瑯於立法院臨時會提案修正《軍事審判法》第一條之適用範圍，讓現役軍人在非戰時犯罪的案件回歸到一般司法機關審理。
2016年中華民國立法委員選舉，民進黨提名蔡煌瑯在南投縣第二選舉區轉戰區域立法委員、尋求連任，但非過去經營較深的南投縣第一選舉區；而這也是蔡煌瑯於2005年縣長選舉落敗而無法延續綠色執政後，相隔10年再次於南投參選，但過去選舉的地方恩怨使得選情在當時民進黨聲勢極佳的狀況下，依舊落後於同樣尋求連任的中國國民黨立委許淑華。最終僅獲56,237票，無緣連任。
2016年9月10日，台灣車輛第七屆第十次董事會議通過蔡煌瑯擔任董事長。

## 選舉紀錄
| 年度 | 選舉屆數               | 選舉區                                 | 所屬政黨   | 得票數    | 得票率 | 當選標記 | 備註 |
| ---- | ---------------------- | -------------------------------------- | ---------- | --------- | ------ | -------- | ---- |
| 1995 | 第三屆立法委員選舉     | 南投縣立法委員選舉區                   | 民主進步黨 | 43,688    | 19.76% |          |      |
| 1998 | 第四屆立法委員選舉     | 南投縣立法委員選舉區                   | 民主進步黨 | 30,071    | 12.47% |          |      |
| 2001 | 第五屆立法委員選舉     | 南投縣立法委員選舉區                   | 民主進步黨 | 57,700    | 23.34% |          |      |
| 2004 | 第六屆立法委員選舉     | 全國不分區選舉區                       | 民主進步黨 | 3,471,429 | 35.72% |          |      |
| 2005 | 第十五屆南投縣縣長選舉 | 南投縣                                 | 民主進步黨 | 83,503    | 30.33% |          |      |
| 2008 | 第七屆立法委員選舉     | 全國不分區及僑居國外國民立法委員選舉區 | 民主進步黨 | 3,610,106 | 36.91% |          |      |
| 2012 | 第八屆立法委員選舉     | 全國不分區及僑居國外國民立法委員選舉區 | 民主進步黨 | 4,556,424 | 34.62% |          |      |
| 2016 | 第九屆立法委員選舉     | 南投縣第二選舉區                       | 民主進步黨 | 56,237    | 43.35% |          |      |

## 第七屆立法委員任期出席紀錄
2008年2/1～3/26院會應出席15次，委員會應出席19次，總計34次，缺席18次。
2008年4/1～4/30院會應出席4次，委員會應出席13次，總計17次，缺席0次。
資料來源:公民監督國會聯盟監督國會周報第五、十五期。

## 註腳
1. ↑  .   [2013-07-25]. （原始内容存档于2013-07-28）.
2. ↑  .   [2017-06-04]. （原始内容存档于2017-07-28）.

## 外部連結
- 立法院國會圖書館 立法委員問政專輯 蔡煌瑯 （页面存档备份，存于）
- 蔡煌瑯Facebook （页面存档备份，存于）

| 官衔           | 官衔                                       | 官衔          |
| -------------- | ------------------------------------------ | ------------- |
| 中華民國行政院 |                                            |               |
| 前任： 黃啟煌  | 體育委員會副主委 2007年6月8日—2008年2月1日 | 繼任： 郭正亮 |